# SN 2006pi
SN 2006pi – supernowa typu Ia odkryta 9 listopada 2006 roku w galaktyce A220316-0036. W momencie odkrycia miała maksymalną jasność 22,00m.